# تيم موراي (عالم إنسان)
تيم موراي (بالإنجليزية: Tim Murray)‏ هو عالم إنسان أسترالي، ولد في 12 فبراير 1955.